# Helke Claasen
Helke Claasen (* 16. März 1977 in Schwedt/Oder, DDR) ist eine deutsche Beachvolleyballspielerin. Claasen war auch beim Kieler TV als Hallenvolleyballerin in der 2. Bundesliga aktiv.

## Karriere
Claasen begann 1992 mit dem Volleyball in der Halle. Im Jahr 1997 spielte sie ihr erstes Beachvolleyball-Turnier. 2003 nahm sie mit Judith Deister an der FIVB World Tour teil, wurde Neunte bei der deutschen Meisterschaft in Timmendorfer Strand und belegte den gleichen Rang bei der Weltmeisterschaft in Rio de Janeiro. Ein Jahr später trat sie mit Martina Stoof gleich zweimal in Timmendorfer Strand an; bei der Europameisterschaft reichte es nur zum 25. Platz, während sie Dritte der nationalen Meisterschaft wurde. Seit 2005 bildete Claasen ein Duo mit ihrer ehemaligen Konkurrentin Antje Röder. Im ersten Jahr nahmen sie an der FIVB World Tour und der WM in Berlin teil und wurden Siebte bei der nationalen Meisterschaft. Ein Jahr später verbesserten sie sich um zwei Plätze und sammelten weiter internationale Erfahrungen. 2007 war das erfolgreichste Jahr des Nationalduos. Bei der WM in Gstaad und bei der EM in Valencia kamen sie jeweils auf den fünften Rang und im Finale der deutschen Meisterschaft unterlagen sie gegen Goller/Ludwig mit 18:20 im dritten Satz. Nach dem dritten Platz bei der deutschen Meisterschaft 2008 trennte sich das Duo Claasen/Röder. 2009 spielte Helke Claasen mit Lisa Mittenzwei.
Seitdem ist sie Landestrainerin für Beachvolleyball in Hamburg. Claasen ist auch im Trainerstab der Olympiasiegerinnen Laura Ludwig und Kira Walkenhorst tätig und wurde 2016 als „Hamburgs Trainerin des Jahres“ ausgezeichnet. Der DVV verkündete ab 9. November 2017, dass sie ab Anfang 2018 zusätzlich als Bundestrainerin für die Beachvolleyballerinnen am Bundesstützpunkt in Hamburg arbeiten soll.